# Station Weeley
Weeley is een spoorwegstation van National Rail in Weeley, Tendring in Engeland. Het station is eigendom van Network Rail en wordt beheerd door Greater Anglia. 